# 일요 스포츠 중계석
일요 스포츠 중계석은 매주 일요일 밤 KBS 2TV에서 방송되었던 스포츠 프로그램이다.

## 기획 의도
스포츠 경기를 녹화 중계하는 스포츠 프로그램이다.

## 방송 시간
| 방송 채널 | 방송 기간                         | 방송 시간                        | 방송 분량 |
| --------- | --------------------------------- | -------------------------------- | --------- |
| KBS 2TV   | 2004년 11월 7일 ~ 2005년 5월 1일  | 매주 일요일 밤 12:25 ~ 새벽 1:35 | 70분      |
| KBS 2TV   | 2005년 5월 8일 ~ 2007년 1월 7일   | 매주 일요일 밤 12:55 ~ 새벽 2:05 | 70분      |
| KBS 2TV   | 2007년 1월 14일 ~ 2007년 4월 29일 | 매주 일요일 새벽 1:05 ~ 2:15     | 70분      |
| KBS 2TV   | 2008년 4월 6일 ~ 2008년 11월 16일 | 매주 일요일 새벽 1:05 ~ 2:15     | 70분      |
| KBS 2TV   | 2007년 5월 6일 ~ 2008년 3월 30일  | 매주 일요일 새벽 1:15 ~ 2:25     | 70분      |